# Parco naturale di Cavriglia
Il parco naturale di Cavriglia sorgeva nell'omonimo comune, in località Cafaggiolo ad un'altitudine di 600 metri. Aveva un'estensione di 600 ettari, compresi fra le colline del Chianti e l'ex bacino minerario di Castelnuovo dei Sabbioni.

## Flora
Fra le molte specie vegetali presenti nell'area, sono degni di nota i boschi di castagni e faggi.

## Fauna
Nel parco erano presenti molte specie animali, autoctone ed importate, tra cui cinghiali domestici e selvatici, daini, mufloni, guanachi, lama, caprette nane e macachi del Giappone.
Inoltre erano presenti anatre, germani e cigni reali, bisonti americani e un esemplare di orso bruno. Quest'ultimo, unico sopravvissuto di tre esemplari donati nel 1977 dallo zoo estone di Tallin.
Ad oggi gli animali non sono più presenti dopo il fallimento della struttura. Grazie ad attivisti della Lega antivisezionista Leal, gli animali sono stati trasferiti ad eccezione dell'orso, sottoposto ad eutanasia il 13 ottobre 2016 all'età di 36 anni, in seguito ad un tumore alla zampa che si sarebbe espanso. L'ultimo animale del parco, il bisonte americano Arturo, sarebbe stato trasferito nello zoo-safari di Ravenna o nel santuario Erdlingshof, centro di recupero specializzato in Baviera (Germania).
La struttura, creata nel 1978, risulta ad oggi, maggio 2017, quasi completamente smantellata e abbandonata, oltre che vittima di atti vandalici.